# Gara Râmnicu Vâlcea
Gara Râmnicu Vâlcea este singura gară a municipiului Râmnicu Vâlcea și cea mai importantă a județului Vâlcea, precum și una dintre cele mai importante din Oltenia. Gara veche a fost demolată la începutul anului 2013 iar în locul acesteia s-a construit o gară modernă.

## Prezentare generală
Gara Râmnicu Vâlcea se află situată pe secția secundară 201 Podu Olt–Piatra Olt, secție care face legatura între Transilvania și Oltenia via Valea Oltului. Gara a fost construită în 1887, o dată cu inaugurarea tronsonului Drăgășani – Râmnicu Vâlcea, și se afla situată în apropiere de centrul orașului. Paradoxal, în ciuda faptului că era cea mai importantă gară a județului, nu era și cea mai mare, gara Drăgășani fiind mai mare. Acest lucru se datorează faptului că, spre deosebire de gara Drăgășani, gara Râmnicu Vâlcea nu a fost reconstruită în perioada comunistă. Gara Râmnicu Vâlcea este tranzitată de trenuri aparținând CFR Călători. Vechea gară a fost demolată la începutul anului 2013 iar în locul acesteia se construiește una nouă. Noua gară va avea dotări de ultimă oră, facilități pentru pasageri, parcări, platforme de acces, pasaje subterane și sisteme de supraveghere video. Proiectul este in valoare de 70 de milioane de lei și face parte din programul național de modernizare a stațiilor de cale ferată.

## Linii de cale ferată
- Secția secundară 201 : Piatra Olt – Podu Olt
- Linia desfiintață dar cu planuri de reconstrucție Vâlcele – Râmnicu Vâlcea

## Legături feroviare
Din Râmnicu Vâlcea există trenuri zilnice care fac legătura cu Sibiu, Craiova, București Nord și Brașov plus un tren de weekend spre Cluj-Napoca și un tren sezonier spre Mangalia. În ultimii ani gara și-a pierdut din importanță dar, în trecut, avea legături cu mai multe orașe, cum ar fi Pitești sau Iași.

## Distanțe față de alte orașe (gări) din România
- Râmnicu Vâlcea și Arad (via Deva) – 383 km
- Râmnicu Vâlcea și Arad (via Craiova) – 525 km
- Râmnicu Vâlcea și București Nord (via Caracal) – 275 km
- Râmnicu Vâlcea și București Nord (via Pitești) – 293 km
- Râmnicu Vâlcea și Brașov – 208 km
- Râmnicu Vâlcea și Cluj Napoca (via Copșa Mică) – 297 km
- Râmnicu Vâlcea și Cluj Napoca (via Vințu de Jos) – 312 km
- Râmnicu Vâlcea și Constanța – 551 km
- Râmnicu Vâlcea și Craiova (via Caracal) – 173 km
- Râmnicu Vâlcea și Craiova (via Piatra Olt) – 131 km
- Râmnicu Vâlcea și Deva – 234 km
- Râmnicu Vâlcea și Galați – 535 km
- Râmnicu Vâlcea și Iași – 682 km
- Râmnicu Vâlcea și Oradea – 449 km
- Râmnicu Vâlcea și Pitești – 185 km
- Râmnicu Vâlcea și Satu Mare – 550 km
- Râmnicu Vâlcea și Sibiu – 99 km
- Râmnicu Vâlcea și Slatina – 104 km
- Râmnicu Vâlcea și Târgu Jiu – 280 km
- Râmnicu Vâlcea și Timișoara Nord (via Craiova) – 455 km
- Râmnicu Vâlcea și Timișoara Nord (via Deva) – 406 km
- Râmnicu Vâlcea și Drăgășani - 54 km